# Strobilanthes kerrii
Strobilanthes kerrii är en akantusväxtart som beskrevs av William Grant Craib. Strobilanthes kerrii ingår i släktet Strobilanthes och familjen akantusväxter. Inga underarter finns listade i Catalogue of Life.